# Dieter von Holtzbrinck

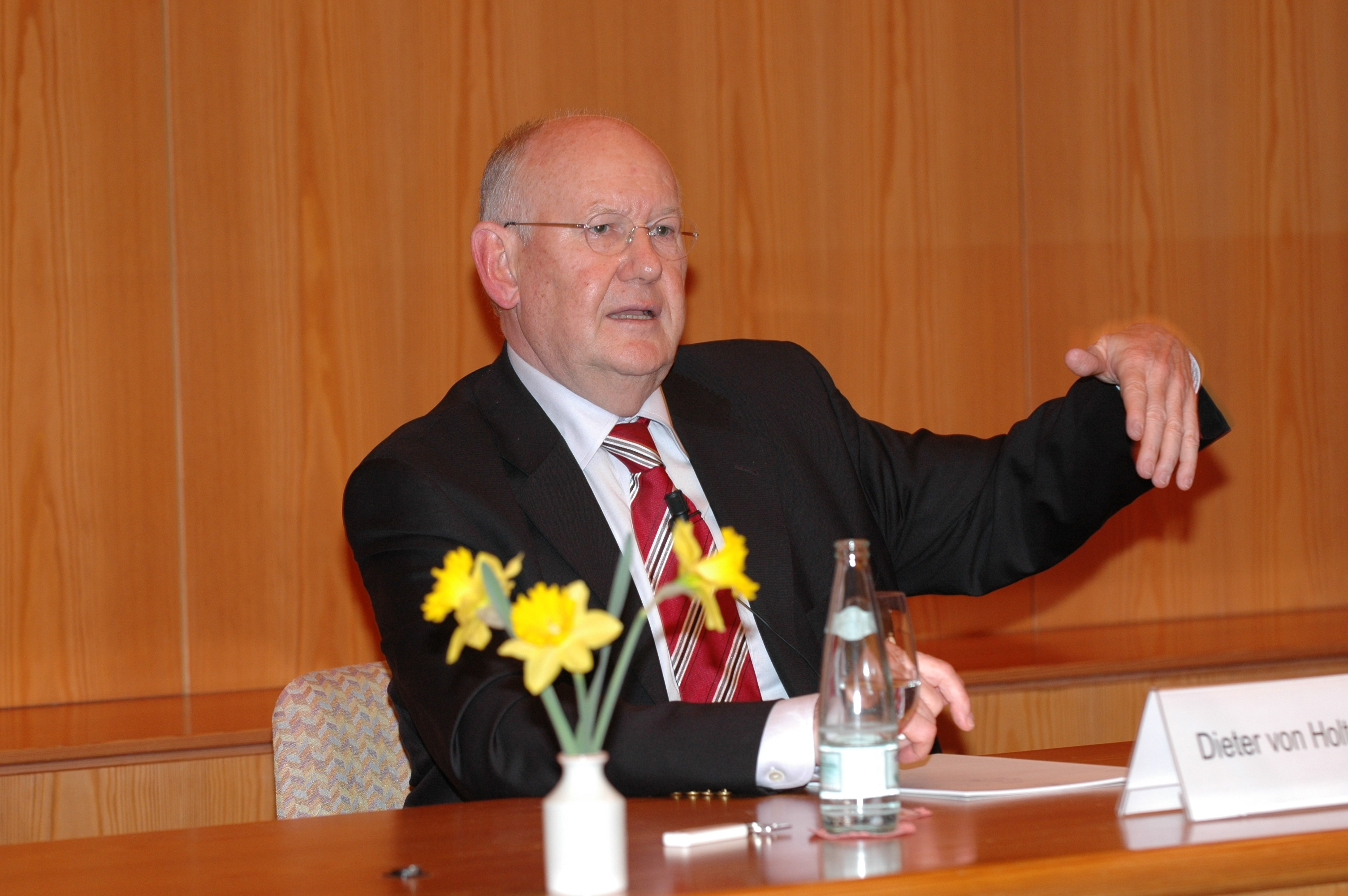
Dieter von Holtzbrinck auf dem Lilienberg Unternehmerforum, 2007

Georg-Dieter von Holtzbrinck (* 29. September 1941 in Stuttgart) ist ein deutscher Verleger. Er war von 1970 bis 1980 geschäftsführender Gesellschafter der Handelsblatt GmbH, von 1980 bis 2001 Vorsitzender der Geschäftsführung der Verlagsgruppe Georg von Holtzbrinck und von 2001 bis Mitte 2006 ihr Aufsichtsratsvorsitzender. 2009 verkaufte er seine Anteile am Konzern und gründete die Dieter von Holtzbrinck Medien GmbH, in die ein Teil der Konzernmedien überführt wurde.

## Leben
Dieter von Holtzbrinck ist der ältere Sohn des Verlegers und Unternehmers Georg von Holtzbrinck (1909–1983) und dessen Ehefrau Addy von Holtzbrinck, geborene Griesenbeck (1913–2005). Seine Schwestern waren Monika Schoeller (1939–2019) und Karin von Holtzbrinck (1943–2006). Stefan von Holtzbrinck (* 1963) ist sein Halbbruder.
Holtzbrinck studierte Wirtschaftswissenschaften an der Universität St. Gallen und absolvierte ein eineinhalbjähriges Verlagspraktikum in den USA. 1970 trat er als geschäftsführender Gesellschafter in die Handelsblatt GmbH ein. Diese gehörte zur Verlagsgruppe seines Vaters Georg von Holtzbrinck, der das Medienunternehmen 1931 gegründet und in der Zeit des Nationalsozialismus zu Erfolg geführt hatte. 1980 übernahm er vom Vater den Vorsitz der Geschäftsführung der gesamten Verlagsgruppe. 2001 übergab er das operative Geschäft an seinen 22 Jahre jüngeren Halbbruder Stefan von Holtzbrinck und übernahm den Vorsitz des Aufsichtsrats.
Mitte 2006 zog sich Dieter von Holtzbrinck aus dem Unternehmen zurück. Er begann sein Vermögen schrittweise in eine Familienstiftung zu übertragen. Zu diesem Zeitpunkt wurde sein Privatvermögen auf 1,0 Milliarden US-Dollar geschätzt. Damit belegte er 2006 in der Liste der reichsten Deutschen den 54. Platz. Die Forbes-Liste der reichsten Menschen der Welt 2010 führt ihn mit einem Vermögen von 1,3 Milliarden US-Dollar auf dem 828. Platz.
2007 hatte sich Dieter von Holtzbrinck erfolglos bemüht, zusammen mit Investoren die Süddeutsche Zeitung zu übernehmen.
Zum 1. Juni 2009 verkaufte Dieter von Holtzbrinck seine Anteile an der Verlagsgruppe an seinen Halbbruder Stefan und seine Schwester Monika Schoeller, die seitdem je 50 Prozent innehaben. Im Gegenzug übernahm Dieter von Holtzbrinck die Tageszeitungen mit, wie es hieß, republikweit meinungsbildendem Einfluss in die von ihm neu gegründete Dieter von Holtzbrinck Medien GmbH (DvH Medien): alle Anteile an der Verlagsgruppe Handelsblatt, zu der auch das Magazin Wirtschaftswoche gehört, der Tagesspiegel-Gruppe sowie 50 Prozent am Verlag der Wochenzeitung Die Zeit, dessen operative Führung die DvH Medien übernahm. Die Tageszeitungen mit nur regionaler Bedeutung (Gruppe Saarbrücker Zeitung) verblieben vorerst bei der Verlagsgruppe Georg von Holtzbrinck.
Bis zum Einstieg von Rupert Murdoch im Jahr 2007 war Holtzbrinck Mitglied im Corporate-Governance-Komitee des Board of Directors des US-Verlags Dow Jones. Mit seinem Rücktritt protestierte Holtzbrinck gegen die Übernahme durch Murdoch. Er gehörte dem Gremium seit 2001 an.